# Akira Yoshizawa
Akira Yoshizawa (吉澤 章 Yoshizawa Akira; Kaminokawa, 14 de março de 1911 — 14 de março de 2005) foi um artista japonês considerado um mestre do origami. Creditado por elevar esta técnica a um estado artístico, de acordo com suas próprias estimativas ele criou mais de 50 000 modelos, dos quais apenas algumas centenas foram diagramados em seus mais de 18 livros. Durante sua carreira, Yoshizawa atuou como embaixador cultural do Japão. Em 1983, o imperador Hirohito o condecorou com a Ordem do Sol Nascente, uma das maiores honrarias destinadas a cidadãos japoneses.

## Biografia
Nascido em 14 de março de 1911, em Kaminokawa , Japão. Enquanto criança, ele teve o prazer de aprender por conta própria a fazer origamis. Ele se mudou para trabalhar numa fábrica em Tóquio, quando tinha 13 anos. Sua paixão pelo origami foi reavivada aos 20 anos, quando foi promovido de operário de fábrica a relator de parecer técnico. Seu novo trabalho era ensinar geometria aos funcionários. Yoshizawa usava a tradicional arte do origami para compreender e comunicar problemas geométricos.
Em 1937, aos 26 anos, ele saiu da fábrica onde trabalhava para se dedicar aos origamis a tempo inteiro. Nos 20 anos seguintes viveu na pobreza total, ganhando a vida de porta-a-porta com tsukudani (um condimento japonês, que é geralmente feito de algas). Apesar disso, o seu trabalho origami foi suficientemente criativo para ser incluído no livro de 1944, Origami Shuko, por Isao Honda (本多功). No entanto, seu trabalho foi para uma revista em 1951, Asahi Graph, que lançou sua carreira, embora, de acordo com outra fonte, o seu primeiro passo no caminho profissional tenha sido um conjunto de 12 signos do zodíaco encomendado por uma revista em 1954.
Em 1954 foi publicada a sua primeira monografia Atarashi Origami Geijutsu. Neste trabalho ele estabeleceu o sistema Yoshizawa-Randlett de notação para dobras do origami, que se tornou o padrão para a maioria dos dobradores. A publicação deste livro ajudou Yoshizawa a sair da pobreza. Foi seguido de perto pelo fundador do Centro Internacional de Origami em Tóquio, em 1954, quando estava com 43.
Sua primeira exposição no exterior foi organizada em 1955 por Felix Tikotin, um arquiteto holandês de origem judaico-alemã, colecionador da arte, no Stedelijk Museum. Yoshizawa emprestou muitos de seus próprios modelos de origami para outras exposições em todo o mundo. Ele nunca quis vender as suas figuras de origami, mas sim doá-las como presentes para as pessoas, e deixou que outros grupos e organizações as pedissem emprestadas para a exposição.
Após a morte de sua primeira mulher, sua nova esposa, Kiyo, agiu como sua gerente e ensinou origami junto dele.

## Obras publicadas
- ATARASHII ORIGAMI GEIJUTSU, Origami Geijutsu-Sha 1954[3]
- Origami Reader I, Ryokuchi-Sha 1957[3]
- Dokuhon, Vol.1 (Origami Tokuhon), 1973, ISBN 4-8216-0408-6
- SOSAKU ORIGAMI (Creative Origami), Nippon Hoso Kyokai 1984, ISBN 4-14-031028-6
- Dokuhon, Vol.2 (Origami Tokuhon), 1986[3]
- ORIGAMI DOKUHON II (Origami Reader II), Kamakura Shobo 1986, ISBN 4-308-00400-4